# Francesco Capocasale
Francesco Capocasale dit « Franceschino » (né le 25 août 1916 à Bari dans les Pouilles et mort le 6 août 1998 dans la même ville), est un joueur italien de football, qui évoluait en tant que milieu de terrain.
Son rôle exact était milieu offensif, mais Capocasale pouvait également recouvrir d'autres positions diverses comme milieu de terrain axial ou latéral. 
Joueur emblématique du club de sa ville natale, l'AS Bari, il l'entraînera également à de nombreuses reprises.